# Polina Gagarina
Polina Sergheevna Gagarina (în rusă Полина Сергеевна Гагарина, n. 27 martie 1987) este o cântăreață, compozitoare, actriță și model rus. Ea a reprezentat Rusia la Concursul Muzical Eurovision 2015 cu piesa „A Million Voices”.

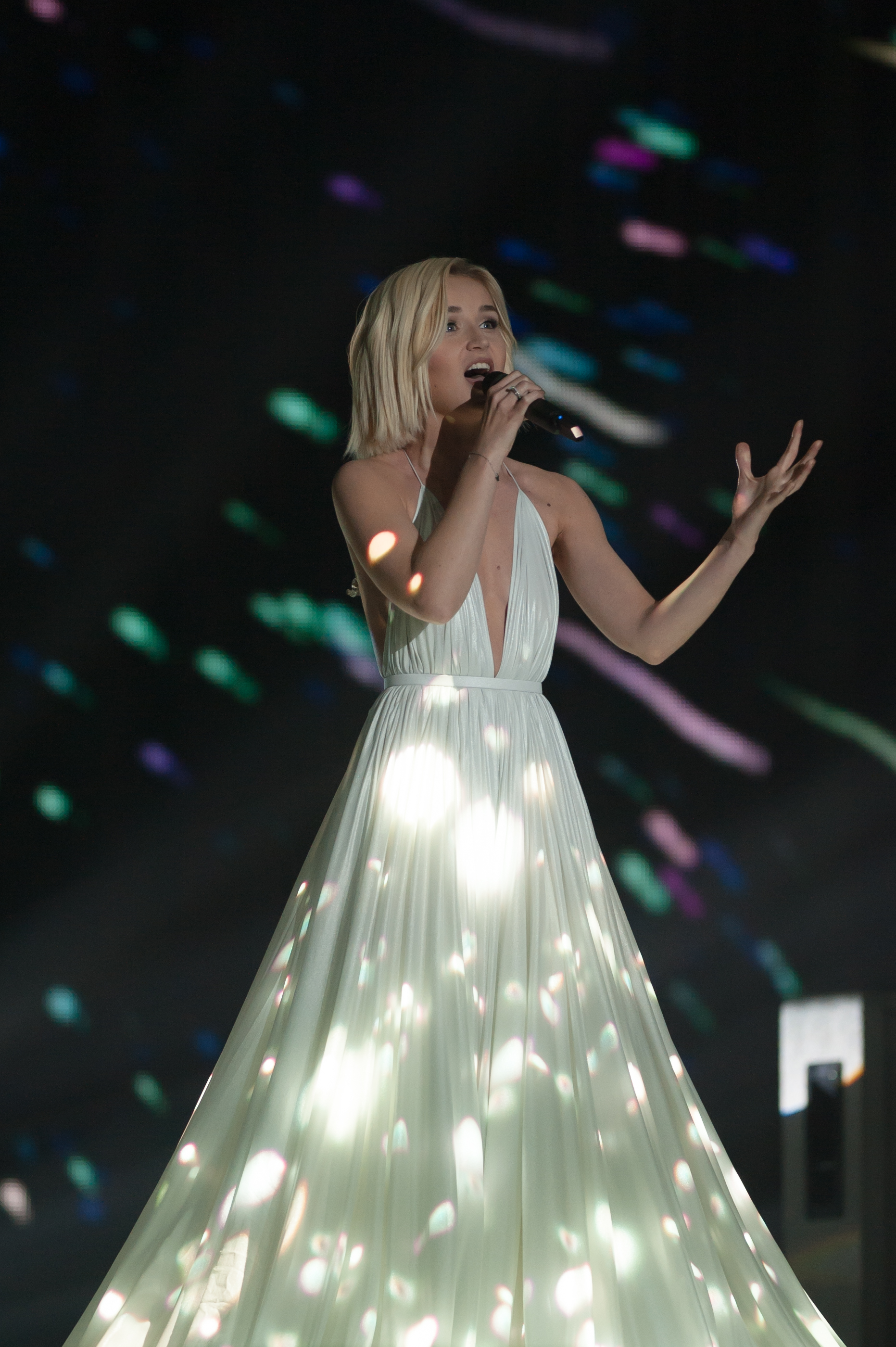
Polina Gagarina la ESC 2015

## Discografie

### Albume de studio
- 2008: Попроси у облаков (Poprosi u oblakov, Cere norilor)
- 2010: О себе (O sebe, Despre mine)

### Single-uri
- Kolîbelnaia (2005)
- Ia tvoia (2006)
- Ia tebea ne proșiu nikogda (2007)
- Liubov' pod solnțem (2007)
- Gde to jiviot liubov' (2008)
- Komu, zacem? (duet cu Irina Dubțova) (2008)
- Propadi vse (2009)
- Ia obeșiaiu (2010)
- Oskolki (2011)
- Spektakl' okoncen (2012)
- Net (2012)
- Navek (2013)
- Șagai (2014)
- Dai (2014)
- A Million Voices (2015)

## Filmografie
| An   | Titlu                           | Rol                           |
| ---- | ------------------------------- | ----------------------------- |
| 2007 | Dociki-materi                   | a interpretat piesa de titlu  |
| 2012 | Katina liubov                   | a interpretat piesa de titlu  |
| 2012 | Hotel Transylvania              | Mavis (dublaj în rusă)        |
| 2013 | Sasha Belyy                     | Ea însăși                     |
| 2014 | Legends of Oz: Dorothy's Return | Dorothy Gale (dublaj în rusă) |
| 2015 | Odnoi levoi                     | Sofi                          |
| 2015 | Hotel Transylvania 2            | Mavis (dublaj în rusă)        |